# La Mare de Déu i el clavell
La Mare de Déu i el clavell és el títol d'una obra del pintor renaixentista italià Leonardo da Vinci realitzada cap al 1470. Es conserva a l'Alte Pinakothek de Múnic. Es tracta d'una pintura a l'oli sobre taula que fa 62 cm d'alt i 47,5 cm d'amplada.

Aquesta obra s'ha identificat amb La Mare de Déu del gerro esmentada per Vasari com a propietat del papa Climent VII, nebot de Llorenç el Magnífic, en què es representa
| «               | un gerro amb algunes flors dintre, en el qual, a part del seu meravellós realisme, havia imitat les gotes d'aigua sobre el vidre del tal manera que semblaven més reals que la pròpia realitat. | » |
| — Le Vite, 1586 | |   |

En aquesta obra està representada Maria, aparentment en peus, i amb un clavell a la mà amb el nen atret per la flor i assegut sobre un coixí. El mantell de Maria estaria recolzat sobre un balcó, i sembla caure lentament, mostrant el color groc o gairebé daurat que estava amagat. Les vestimentes de la Verge són riques en ornaments (cosa que recorda una reina), amb detalls tots minuciosos. El pentinat també té gran detall, i evoca els nombrosos estudis per al cap de Leda realitzats per Leonardo al llarg dels anys.
Aquesta és una de les primeres obres de Leonardo en què es nota la influència de la pintura realista pròpia del taller de Verrocchio, i per damunt de tot el contacte amb l'obra de Lorenzo di Credi. La figura de la Mare de Déu sembla sortir de la penombra de l'estança per contrast amb el lluminós paisatge que apareix al fons mitjançant dues finestres geminades, és a dir, partides en dues. És un magnífic paisatge, amb muntanyes o serralades que semblen reflectir la llum del sol. En aquest paisatge, s'observa la utilització del color i de la perspectiva aèria pròpia de Leonardo.